# Idaea centropunctata
Idaea centropunctata är en fjärilsart som beskrevs av Andreas 1928. Idaea centropunctata ingår i släktet Idaea och familjen mätare. Inga underarter finns listade i Catalogue of Life.